# Nespereira (Guimarães)
Nespereira es una freguesia portuguesa del concelho de Guimarães, con 4,38 km² de superficie y 2.862 habitantes (2001). Su densidad de población es de 653,4 hab/km².